# 1. Riga, foråret 1990
1. Riga, foråret 1990 er en film instrueret af Helle Poulsen.

## Handling
Stemninger fra et land i bevægelse og et mediecenter i Sovjetunionen.